# Specie estinta in natura

La categoria «Estinto in Natura» nella versione 3.1 del 2008 della Lista Rossa della IUCN.

Una specie si considera estinta in natura (abbreviato ufficialmente come EW dal nome originale in inglese, Extinct in the Wild) quando i suoi unici membri esistenti sopravvivono in cattività (in collezioni botaniche nel caso dei vegetali), o come specie naturalizzate al di fuori del loro areale storico. Per esempio l'axolotl (un noto anfibio con gran capacità di rigenerazione di arti) una specie che per via del cambiamento climatico, dell'inquinamento perse il suo habitat e al giorno d'oggi si trova quasi solamente in cattività.

La categoria «Estinto in Natura» nella versione 2.3 del 1994 della Lista Rossa della IUCN.

Tale categoria compare sulla Lista Rossa delle specie minacciate della IUCN. Si presume che un taxon sia estinto allo stato selvatico quando, dopo esaustivi sopralluoghi nel suo areale storico, non viene rinvenuto nessun esemplare.

## Specie estinte in natura
Nella versione 2025 della Lista Rossa, la categoria estinto in natura comprendeva 35 taxa di animali e 46 di piante. Tra le specie più conosciute che figurano in questa categoria vi sono l'orice dalle corna a sciabola e il cervo di Padre David.

### Piante: esempi

#### Gimnosperme
- Encephalartos brevifoliolatus
- Encephalartos heenanii
- Encephalartos nubimontanus
- Encephalartos relictus
- Encephalartos woodii

#### Dicotiledoni
- Brugmansia arborea
- Brugmansia aurea
- Brugmansia insignis
- Brugmansia sanguinea
- Brugmansia suaveolens
- Brugmansia versicolor
- Brugmansia vulcanicola
- Camellia amplexicaulis
- Clermontia peleana
  - Clermontia peleana subsp. peleana
- Cyanea pinnatifida
- Cyanea superba
  - Cyanea superba subsp. superba
- Cyanea truncata
- Cyrtandra waiolani
- Erythroxylum echinodendron
- Euphorbia mayurnathanii
- Franklinia alatamaha
- Kokia cookei
- Lachanodes arborea
- Lysimachia minoricensis
- Mangifera casturi
- Mangifera rubropetala
- Nymphaea thermarum
- Rhododendron kanehirai
- Senecio leucopeplus
- Sophora toromiro
- Terminalia acuminata
- Trochetiopsis erythroxylon

### Animali: esempi

#### Molluschi
- Aylacostoma chloroticum
- Aylacostoma guaraniticum
- Aylacostoma stigmaticum
- Partula garrettii
- Partula hebe
- Partula mirabilis
- Partula mooreana
- Partula navigatoria
- Partula nodosa
- Partula rosea
- Partula suturalis
- Partula varia

##### Sottospecie
- Partula suturalis strigosa
- Partula suturalis vexillum
- Partula taeniata elongata
- Partula taeniata nucleola
- Partula taeniata simulans

### Artropodi
- Leptogryllus deceptor
- Thermosphaeroma thermophilum

### Cordati

#### Anfibi
- Anaxyrus baxteri (solo in cattività e all'interno del Mortenson Lake National Wildlife Refuge nel Wyoming)
- Nectophrynoides asperginis

#### Mammiferi
- Elaphurus davidianus

#### Rettili
- Cryptoblepharus egeriae
- Lepidodactylus listeri

#### Pesci
- Acipenser dabryanus
- Allotoca goslinei
- Cyprinodon alvarezi
- Cyprinodon longidorsalis
- Cyprinodon veronicae
- Huso huso
- Notropis amecae
- Oncorhynchus kawamurae
- Scardinus racovitzai
- Skiffia francesae
- Xiphophorus couchianus
- Xiphophorus meyeri

#### Uccelli
- Corvus hawaiiensis
- Cyanopsitta spixii
- Mitu mitu
- Todiramphus cinnamominus
- Zenaida graysoni

## Reintroduzione
La reintroduzione della specie è il rilascio deliberato di una specie in natura, dalla cattività o da altre aree in cui l'organismo è stato in grado di sopravvivere. 
L'obiettivo della reintroduzione delle specie è stabilire una popolazione sana, geneticamente diversificata e autosufficiente in un'area in cui è stata estirpata o aumentare una popolazione esistente: le specie che possono essere idonee per la reintroduzione sono tipicamente quelle minacciate di estinzione in natura. Tuttavia, la reintroduzione di una specie può essere anche motivata da scopi diversi dalla tutela della biodiversità: ad esempio, i lupi furono talvolta reintrodotti nelle aree selvatiche del Nord America per frenare la sovrappopolazione di cervi. Poiché la reintroduzione può comportare il ritorno di specie autoctone nelle località in cui erano state estirpate, alcuni preferiscono il termine "ristabilimento".

## Galleria d'immagini

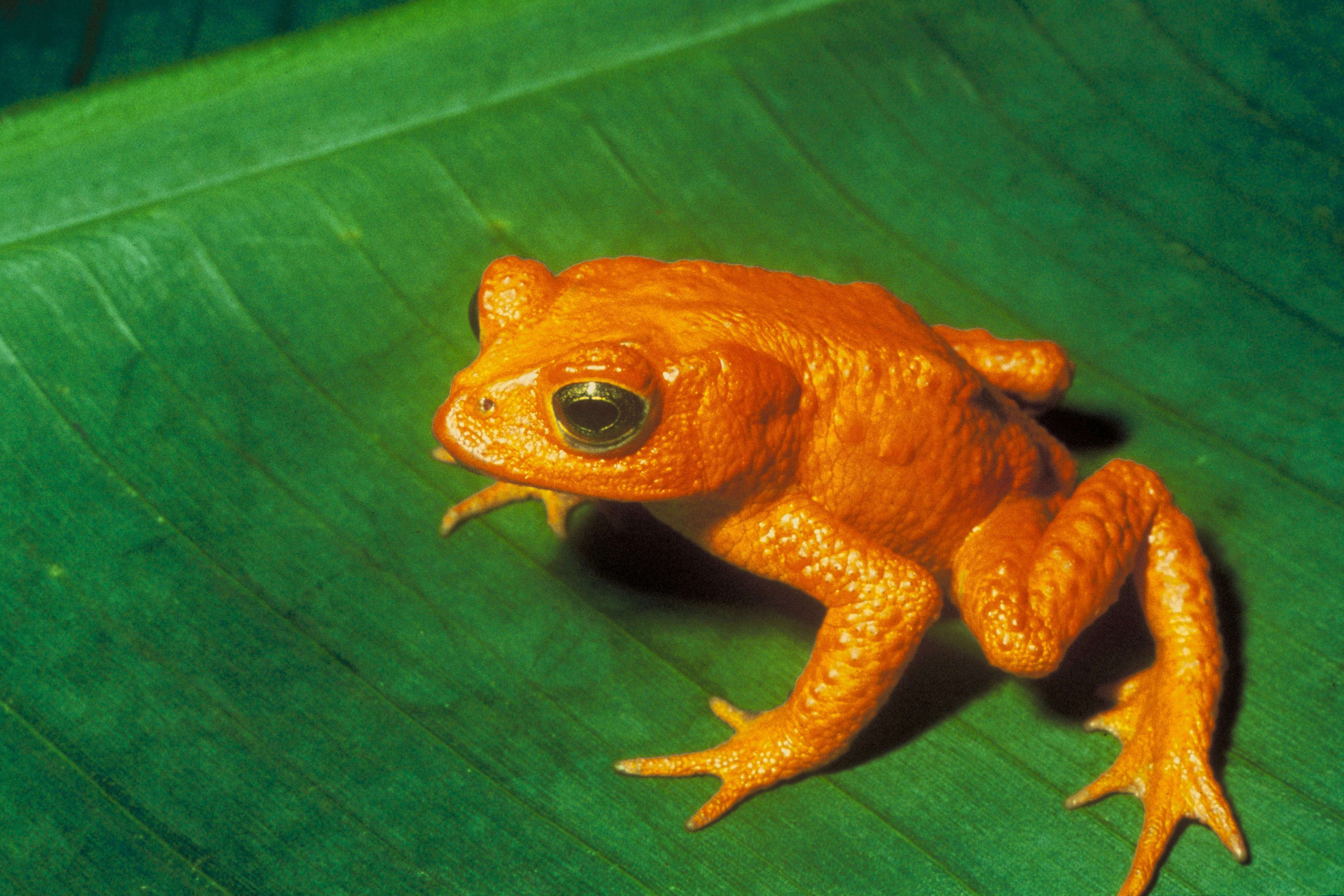
Il rospo dorato è stato registrato l'ultima volta il 15 maggio 1989 ed è considerato estinto in natura.
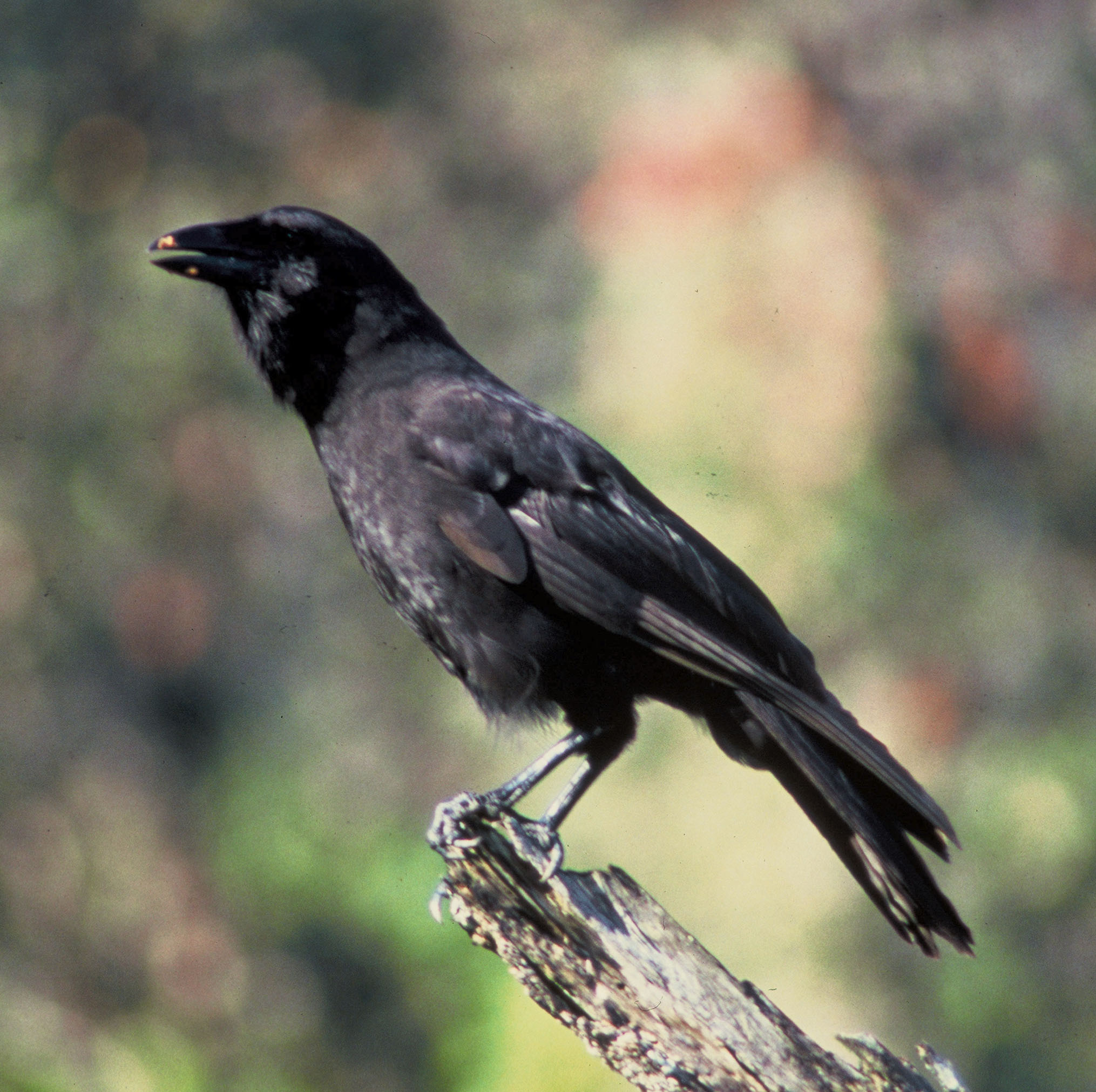
Il Corvus hawaiiensis è considerato estinto in natura dal 2004.
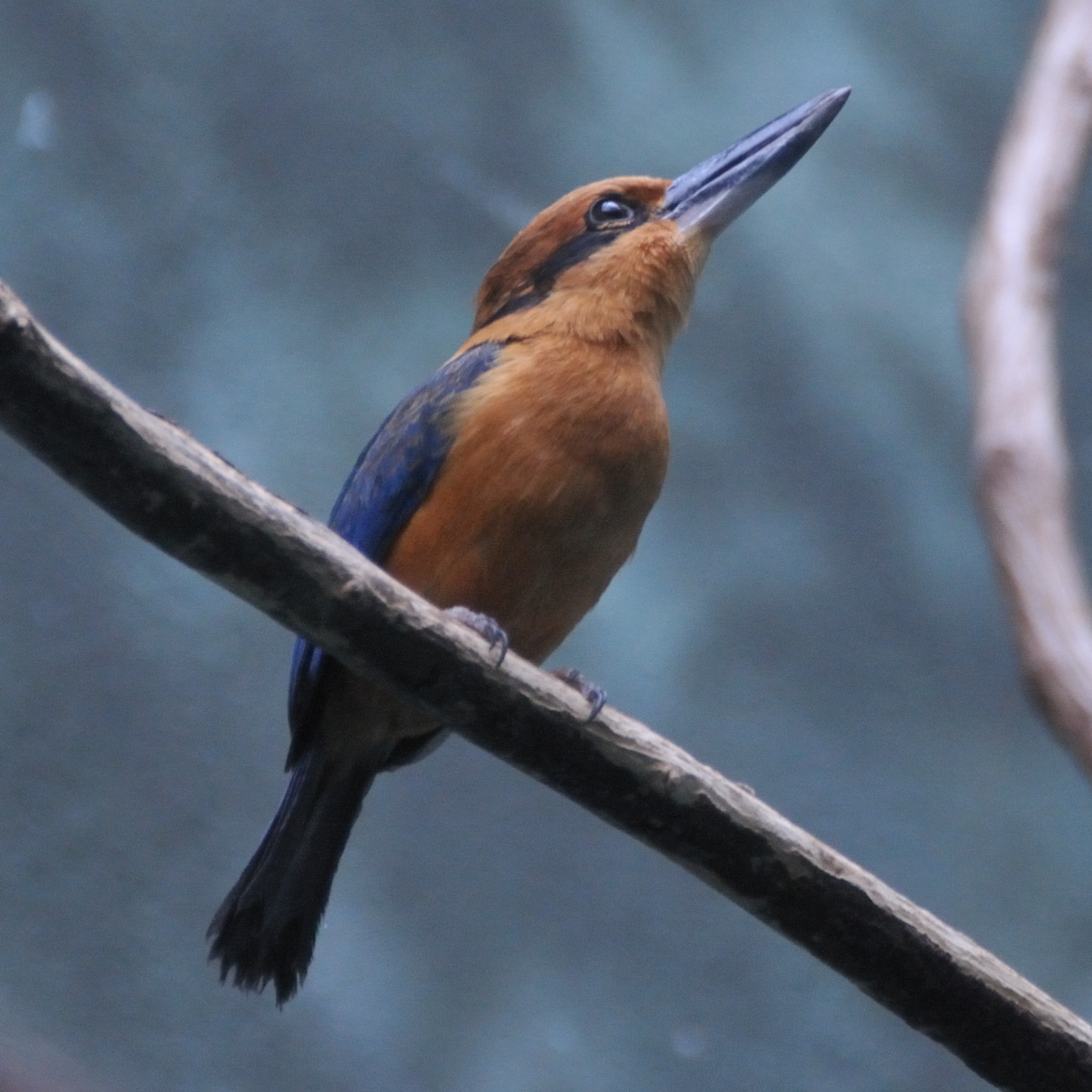
Il Todiramphus cinnamominus è estinto in natura dal 1986.
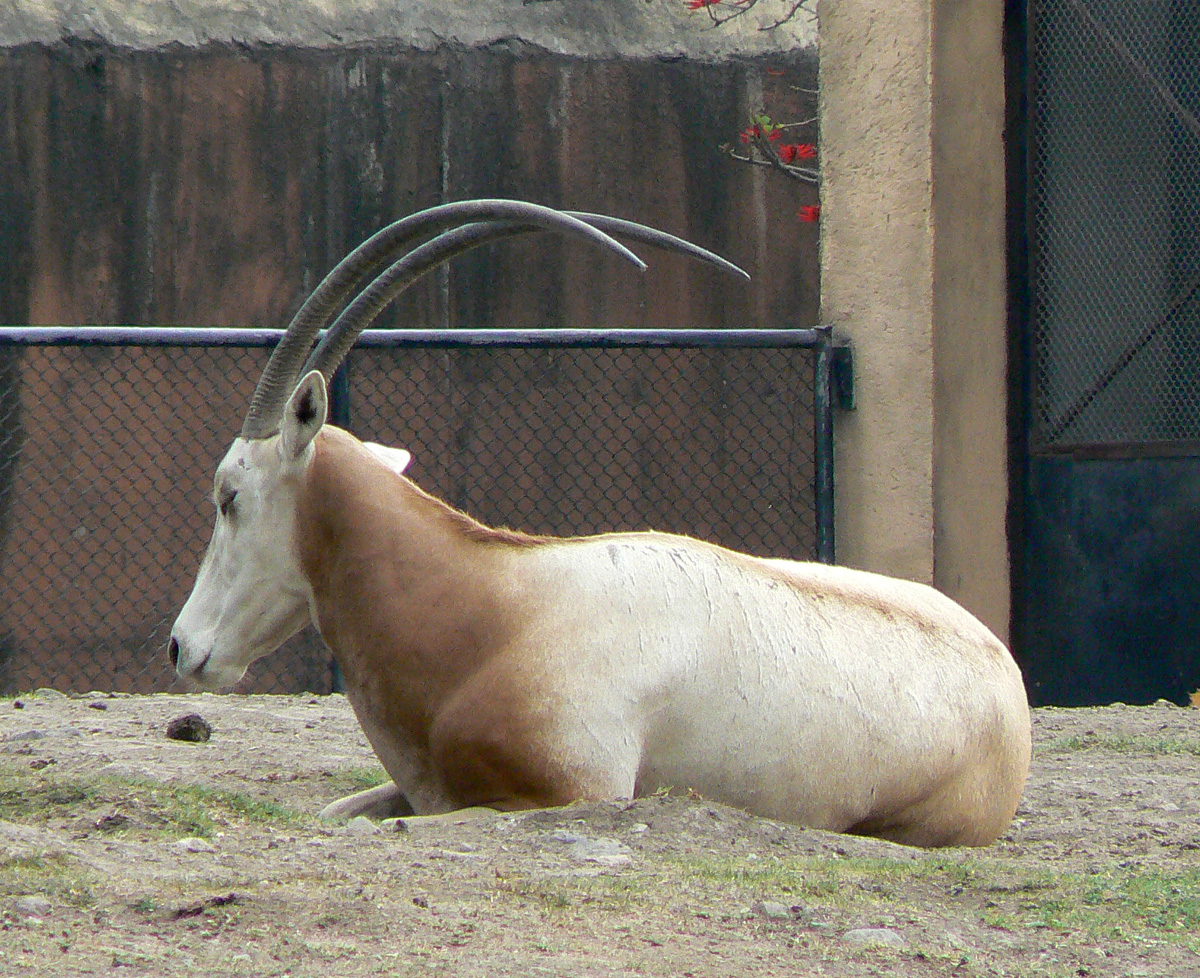
Oryx dammah è un esempio di una specie estinta in natura dal 2000.
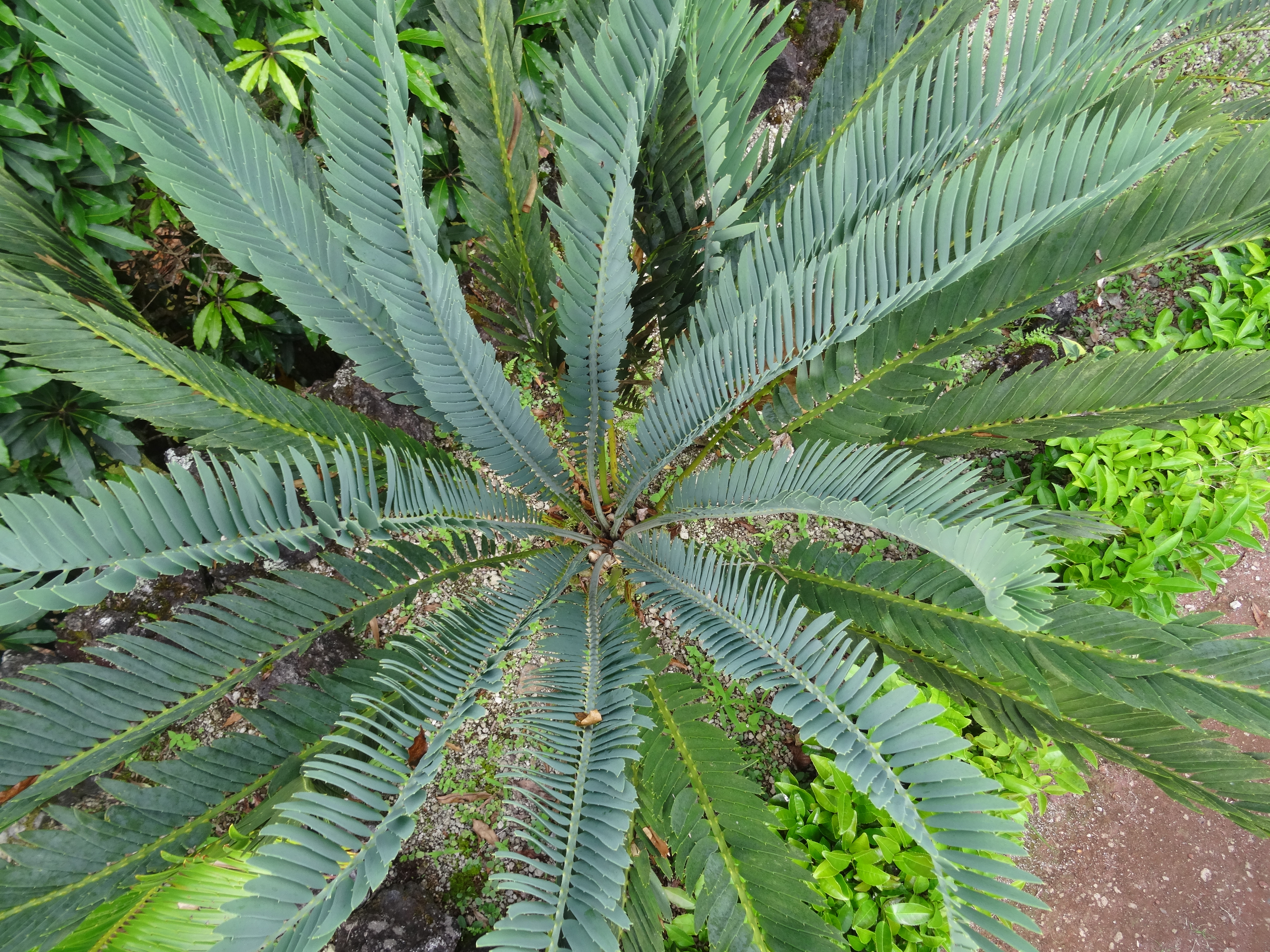
Encephalartos nubimontanus è una pianta appartenente alla famiglia delle Zamiaceae. Originariamente diffusa in Sudafrica, la specie è ormai estinta in natura.
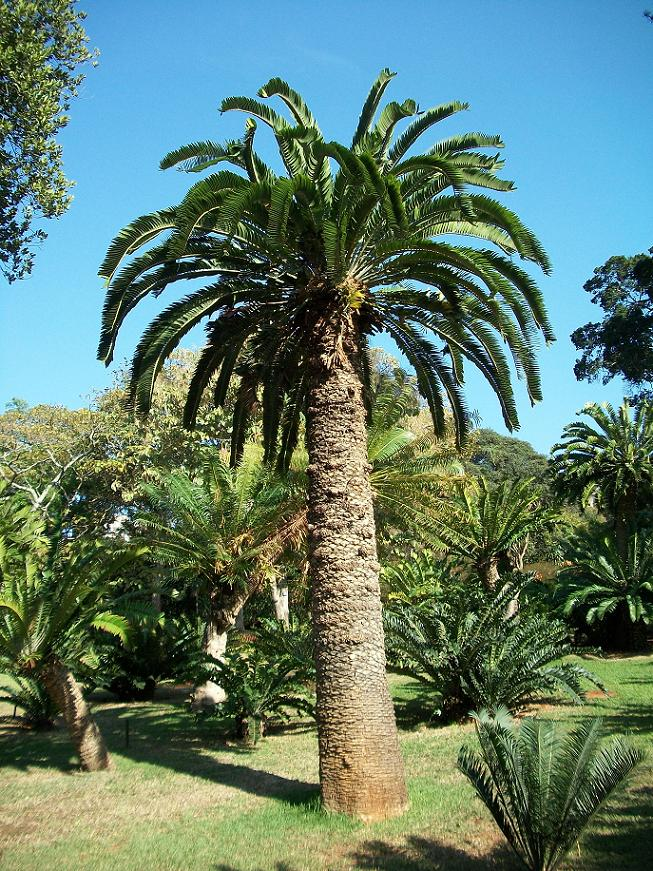
Encephalartos woodii è una cicade della famiglia delle Zamiaceae, nativa del Sudafrica. La specie è ormai estinta in natura.
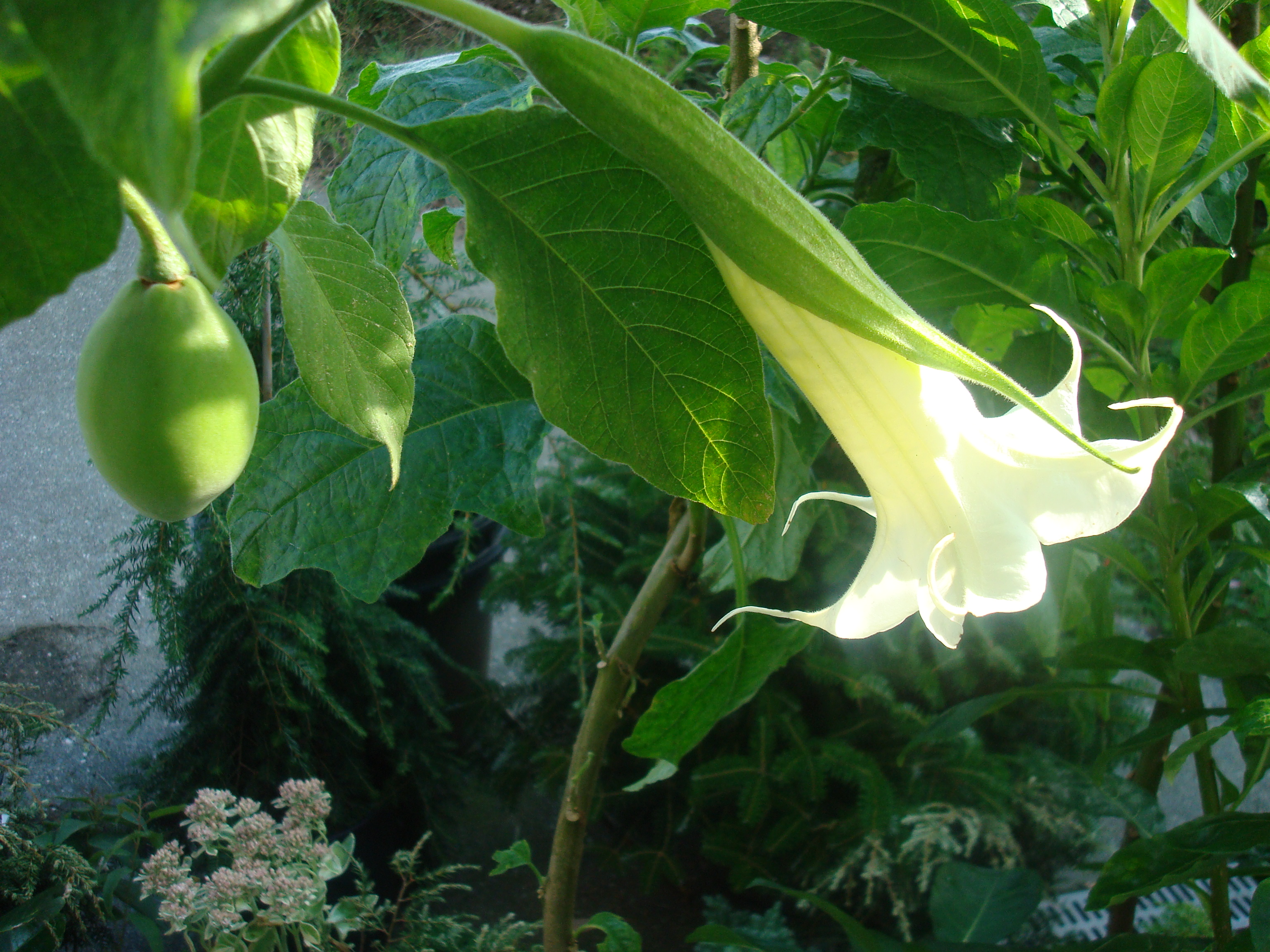
Lo stramonio arboreo è una pianta arborescente a fiore appartenente alla famiglia delle Solanacee, estinta in natura.
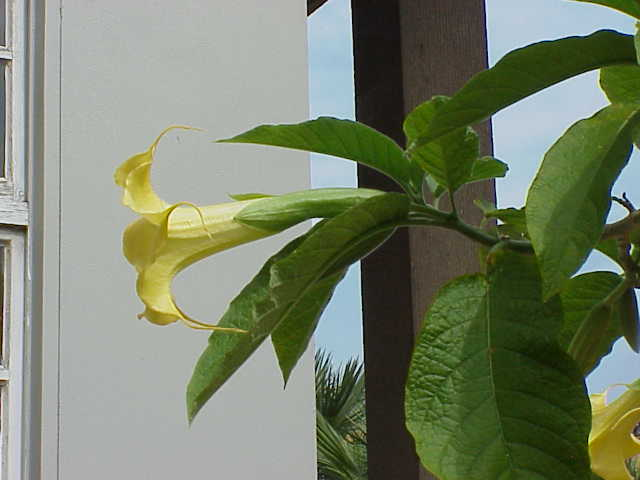
Brugmansia aurea è una specie di pianta da fiore della famiglia delle Solanacee, endemica dell'Ecuador. Dal marzo 2014 è stata classificata come estinta in natura.